# Mistrzostwa Świata w Kolarstwie Torowym 1914
22. Mistrzostwa Świata w Kolarstwie Torowym 1914 odbyły się w stolicy Danii – Kopenhadze. Na tych mistrzostwach odbyła się tylko jedna konkurencja: wyścig ze startu zatrzymanego amatorów.

## Medaliści

### Mężczyźni
| Konkurencja                            | Złoto          | Srebro             | Brąz           |
| -------------------------------------- | -------------- | ------------------ | -------------- |
| Wyścig ze startu zatrzymanego amatorów | Cor Blekemolen | Jacques Van Ginkel | Walter Stelzer |

## Klasyfikacja medalowa
| Miejsce | Państwo              |   |   |   | Razem |
| ------- | -------------------- | - | - | - | ----- |
| 1.      | Holandia             | 1 | 0 | 0 | 1     |
| 2.      | Belgia               | 0 | 1 | 0 | 1     |
| 3.      | Cesarstwo Niemieckie | 0 | 0 | 1 | 1     |